# All That She Wants
"All That She Wants" là một bài hát của nhóm nhạc Thụy Điển Ace of Base nằm trong album phòng thu đầu tay của họ, Happy Nation (1992) và album tái bản tại Bắc Mỹ The Sign (1993). Nó được phát hành như là đĩa đơn thứ hai trích từ Happy Nation vào ngày 1 tháng 11 năm 1992 bởi Mega Records và tại Hoa Kỳ vào ngày 18 tháng 9 năm 1993 như là đĩa đơn đầu tiên trích từ The Sign bởi Arista Records. Bài hát được viết lời bởi hai thành viên của Ace of Base là Jonas Berggren và Ulf Ekberg, và được sản xuất bởi Berggren, Ekberg và Denniz Pop, dựa trên cảm hứng từ bài hát "Another Mother" của Kayo.
Sau khi phát hành, "All That She Wants" nhận được những phản ứng tích cực từ các nhà phê bình âm nhạc, và là bài hát tạo nên tên tuổi của nhóm trên thị trường âm nhạc quốc tế. Nó cũng gặt hái những thành công vượt trội về mặt thương mại, đứng đầu các bảng xếp hạng ở Úc, Áo, Bỉ, Canada, Đan Mạch, Đức, Ý, Tây Ban Nha, Thụy Sĩ và Vương quốc Anh, và lọt vào top 5 ở hầu hết những quốc gia nó xuất hiện như Phần Lan, Pháp, Ireland, Hà Lan, New Zealand, Na Uy và Thụy Điển. Tại Hoa Kỳ, bài hát đạt vị trí thứ hai trên bảng xếp hạng Billboard Hot 100, trở thành đĩa đơn đầu tiên của họ lọt vào top 5 tại đây và nhận được chứng nhận Bạch kim từ Hiệp hội Công nghiệp ghi âm Mỹ (RIAA).
Để quảng bá cho "All That She Wants", một video ca nhạc đã được phát hành và do Matt Broadley làm đạo diễn với nội dung tương tự như nội dung lời bài hát. Ngoài ra, Ace of Base cũng trình diễn nó trên nhiều chương trình truyền hình và lễ trao giải, bao gồm Top of the Pops. Đây được xem là bài hát trứ danh trong sự nghiệp của nhóm, và đã được hát lại và sử dụng làm nhạc mẫu bởi nhiều nghệ sĩ khác nhau như Sean Kingston và The Kooks. Năm 2008, một bản thu nháp cho phần điệp khúc của bài hát được thu âm bởi ca sĩ nhạc pop Britney Spears cho album phòng thu thứ năm của cô, Blackout (2007) nhưng không được sử dụng, đã bị rò rỉ trên mạng.

## Danh sách bài hát
| Đĩa 12" tại Anh quốc 1. "All That She Wants" (bản 12") – 6:49 2. "All That She Wants" (bản Madness) – 3:32 3. "Fashion Party" (Dance Mix) – 4:15 4. "All That She Wants" (bản Banghra) – 4:19 Đĩa 7" tại Anh quốc và châu Âu 1. "All That She Wants" – 3:34 2. "All That She Wants" (bản Banghra) – 4:19 | Đĩa CD tại Anh quốc và châu Âu 1. "All That She Wants" (radio chỉnh sửa) – 3:34 2. "All That She Wants" (bản 12") – 6:49 3. "All That She Wants" (bản Banghra) – 4:19 4. "All That She Wants" (bản Madness) – 3:32 Đĩa 12" tại Hoa Kỳ 1. "All That She Wants" (bản tăng cường/bản dub) – 7:56 2. "All That She Wants" (bản Banghra) – 4:15 3. "All That She Wants" (bản 12") – 4:46 4. "All That She Wants" (bản đĩa đơn) – 3:31 |

## Xếp hạng
| Bảng xếp hạng (1992–1994)             | Vị trí cao nhất |
| ------------------------------------- | --------------- |
| Úc (ARIA)                             | 1               |
| Áo (Ö3 Austria Top 40)                | 1               |
| Bỉ (Ultratop 50 Flanders)             | 1               |
| Canada Top Singles (RPM)              | 1               |
| Canada Dance/Urban (RPM)              | 1               |
| Đan Mạch (Tracklisten)                | 1               |
| Châu Âu (European Hot 100 Singles)    | 2               |
| Phần Lan (Suomen virallinen lista)    | 4               |
| Pháp (SNEP)                           | 2               |
| Đức (Official German Charts)          | 1               |
| Ireland (IRMA)                        | 2               |
| Ý (FIMI)                              | 1               |
| Hà Lan (Dutch Top 40)                 | 4               |
| Hà Lan (Single Top 100)               | 3               |
| New Zealand (Recorded Music NZ)       | 3               |
| Na Uy (VG-lista)                      | 2               |
| Tây Ban Nha (AFYVE)                   | 1               |
| Thụy Điển (Sverigetopplistan)         | 3               |
| Thụy Sĩ (Schweizer Hitparade)         | 1               |
| Anh Quốc (OCC)                        | 1               |
| Hoa Kỳ Billboard Hot 100              | 2               |
| Hoa Kỳ Adult Contemporary (Billboard) | 22              |
| Hoa Kỳ Pop Airplay (Billboard)        | 1               |
| Hoa Kỳ Rhythmic (Billboard)           | 4               |
| Bảng xếp hạng (2016)                  | Vị trí cao nhất |
| Ba Lan (Polish Airplay Top 100)       | 80              |

| Bảng xếp hạng (1993)                 | Vị trí |
| ------------------------------------ | ------ |
| Australia (ARIA)                     | 9      |
| Austria (Ö3 Austria Top 40)          | 2      |
| Belgium (Ultratop 50 Flanders)       | 13     |
| Canada (RPM)                         | 23     |
| Canada Dance/Urban (RPM)             | 9      |
| Denmark (Tracklisten)                | 2      |
| Europe (European Hot 100 Singles)    | 4      |
| Germany (Official German Charts)     | 1      |
| Italy (FIMI)                         | 3      |
| Netherlands (Dutch Top 40)           | 4      |
| Netherlands (Single Top 100)         | 7      |
| New Zealand (Recorded Music NZ)      | 49     |
| Norway Winter Period (VG-lista)      | 2      |
| Switzerland (Schweizer Hitparade)    | 3      |
| UK Singles (Official Charts Company) | 3      |
| US Billboard Hot 100                 | 51     |
| Bảng xếp hạng (1994)                 | Vị trí |
| Australia (ARIA)                     | 67     |
| New Zealand (Recorded Music NZ)      | 22     |
| US Billboard Hot 100                 | 9      |

| Bảng xếp hạng (1990–99)              | Vị trí |
| ------------------------------------ | ------ |
| Austria (Ö3 Austria Top 40)          | 25     |
| Netherlands (Dutch Top 40)           | 39     |
| UK Singles (Official Charts Company) | 83     |
| US Billboard Hot 100                 | 70     |

## Chứng nhận
| Quốc gia | Chứng nhận  | Số đơn vị/doanh số chứng nhận |
| --- | ----------- | ----------------------------- |
| Úc (ARIA) | 2× Bạch kim | 140.000^                      |
| Áo (IFPI Áo) | Vàng        | 25.000*                       |
| Đan Mạch (IFPI Đan Mạch) | Vàng        | 45.000‡                       |
| Pháp (SNEP) | Vàng        | 250.000*                      |
| Đức (BVMI) | 3× Vàng     | 855,000                       |
| Ý (FIMI) | Bạch kim    | 100.000‡                      |
| Hà Lan (NVPI) | Vàng        | 50.000^                       |
| New Zealand (RMNZ) | Bạch kim    | 15.000*                       |
| Tây Ban Nha (PROMUSICAE) | Vàng        | 30.000‡                       |
| Anh Quốc (BPI) | Bạch kim    | 771.323                       |
| Hoa Kỳ (RIAA) | Bạch kim    | 1.300.000                     |
| Tổng hợp |             |                               |
| Toàn cầu | —           | 3.700.000                     |
| * Chứng nhận dựa theo doanh số tiêu thụ. ^ Chứng nhận dựa theo doanh số nhập hàng. ‡ Chứng nhận dựa theo doanh số tiêu thụ và phát trực tuyến. |             |                               |